# Ronde van Frankrijk 1926
| Route van de Ronde van Frankrijk 1926 met start in Evian en finish in Parijs. |                     |               |
| Eindklassement                                                                |                     |               |
| Algemeen klassement                                                           | Lucien Buysse       | 248u 44' 25"  |
| Tweede                                                                        | Nicolas Frantz      | + 1h 22' 25"  |
| Derde                                                                         | Bartolomeo Aymo     | + 1h 23' 51"  |
| Vierde                                                                        | Theophile Beeckman  | + 1h 43' 54"  |
| Vijfde                                                                        | Félix Sellier       | + 1h 49' 13"  |
| Zesde                                                                         | Albert Dejonghe     | + 1h 54' 15"  |
| Zevende                                                                       | Léon Parmentier     | + 2h 00' 20"  |
| Achtste                                                                       | Georges Cuvelier    | + 2h 28' 32"  |
| Negende                                                                       | Jules Buysse        | + 2h 37' 03"  |
| Tiende                                                                        | Marcel Bidot        | + 2h 53' 54"  |
| Rode Lantaarn                                                                 | André Drobecq (41e) | + 26h 05' 03" |
| Ploegenklassement                                                             | Automoto            | -             |
| Tweede                                                                        | ?                   | -             |
| Derde                                                                         | ?                   | -             |

De 20e editie van de Ronde van Frankrijk ging van start op 20 juni 1926 in Évian-les-Bains en eindigde op 18 juli in Parijs. Er stonden 41 renners verdeeld over 10 ploegen aan de start. Daarnaast stonden er nog 85 individuelen, niet aan een merk verbonden touristes routiers’’, aan de start.
Bijzonder aan de Ronde van Frankrijk van 1926 is dat voor eerst niet in Parijs werd gestart, maar in Évian in de Alpen. Na 1926 zouden alle andere uitgaven van de Ronde tot en met 1950 wel weer in Parijs starten en eindigen. Een andere bijzonderheid is dat deze editie met 5745 km de langste ooit zou worden in de historie van de Tour.
De fans verwachtten dat Ottavio Bottecchia opnieuw zou beginnen met een overwinning in de eerste etappe, maar hij was minder sterk dan in de voorgaande jaren. In werkelijkheid was het zijn teamgenoot Jules Buysse die de eerste etappe won. In de derde etappe nam Gustave Van Slembrouck de gele trui over, en hield hem tot aan de Pyreneeën. Daar was het Lucien Buysse, Jules' broer, die ongenadig toesloeg in een zware, regenachtige etappe, die hij won met een voorsprong van 25 minuten. Lucien Buysse, die ook de tweede Pyreneeënrit won waarin een ontgoochelde Bottecchia moest opgeven, had in de rest van de Tour van tegenstanders als Nicolas Frantz en Bartolomeo Aymo niet veel meer te duchten.
André Drobecq die deelnam in de categorie touristes routiers, reed de ronde uit en finishte als 41e en rode lantaarndrager in het algemeen klassement.

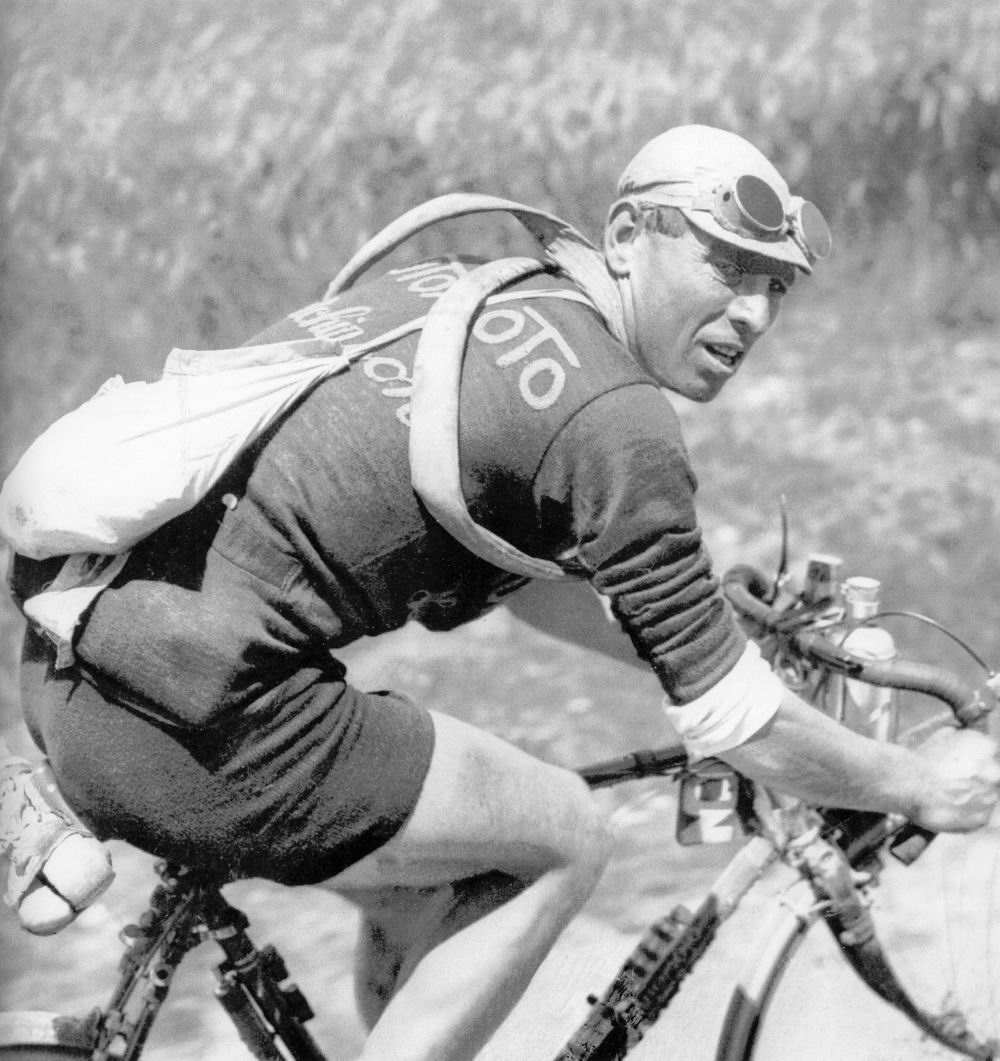
Winnaar Lucien Buysse

- Aantal ritten: 17
- Totale afstand: 5745 km
- Gemiddelde snelheid: 24.273 km/h
- Aantal deelnemers: 126
- Aantal uitgevallen: 85

## Belgische en Nederlandse prestaties

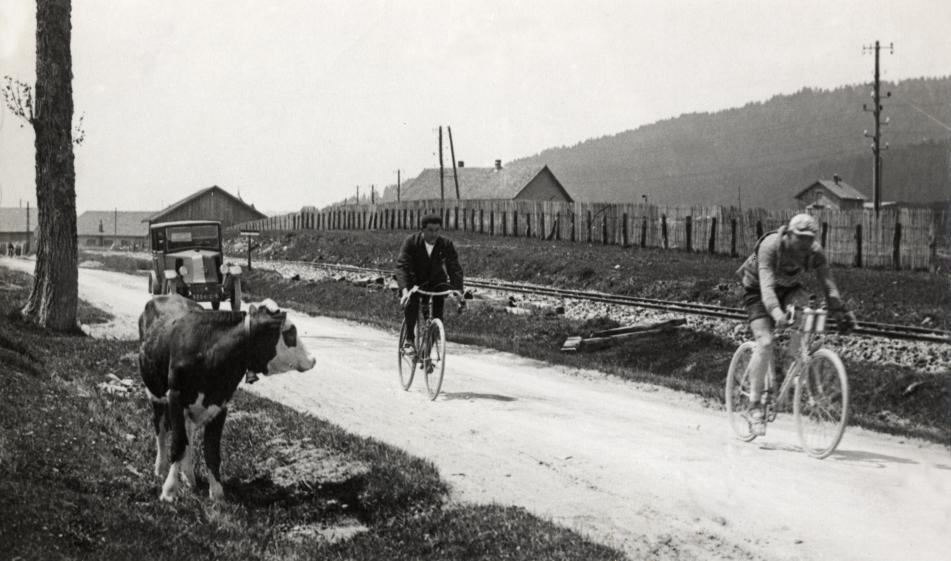
Jules Buysse onderweg naar de zege in de eerste etappe.

In totaal namen er 34 Belgen en 0 Nederlanders deel aan de Tour van 1926.

### Belgische etappezeges
- Jules Buysse won de 1e etappe van Evian naar Mulhouse.
- Aimé Dossche won de 2e etappe van Mulhouse naar Metz en de 17e etappe van Dijon naar Parijs.
- Gustaaf Van Slembrouck won de 3e etappe van Metz naar Duinkerken.
- Félix Sellier won de 4e etappe van Duinkerken naar Le Havre.
- Adelin Benoît won de 5e etappe van Le Havre naar Cherbourg.
- Joseph Van Dam won de 6e etappe van Cherbourg naar Brest, de 8e etappe van Les Sables d'Olonne naar Bordeaux, en de 15e etappe van Briançon naar Evian.
- Lucien Buysse won de 10e etappe van Bayonne naar Luchon en de 11e etappe van Luchon naar Perpignan.
- Camille Van De Casteele won de 16e etappe van Evian naar Dijon.

### Nederlandse etappezeges
- In 1926 was er geen Nederlandse etappezege.

## Etappe-overzicht
- 1e etappe Évian-les-Bains - Mulhouse: Jules Buysse (Bel)
- 2e etappe Mulhouse - Metz: Aimé Dossche (Bel)
- 3e etappe Metz - Duinkerken: Gustaaf Van Slembrouck (Bel)
- 4e etappe Duinkerken - Le Havre: Félix Sellier (Bel)
- 5e etappe Le Havre - Cherbourg: Adelin Benoît (Bel)
- 6e etappe Cherbourg - Brest: Joseph Van Dam (Bel)
- 7e etappe Brest - Les Sables d'Olonne: Nicolas Frantz (Lux)
- 8e etappe Les Sables d'Olonne - Bordeaux: Joseph Van Dam (Bel)
- 9e etappe Bordeaux - Bayonne: Nicolas Frantz (Lux)
- 10e etappe Bayonne - Luchon: Lucien Buysse (Bel)
- 11e etappe Luchon - Perpignan: Lucien Buysse (Bel)
- 12e etappe Perpignan - Toulon: Nicolas Frantz (Lux)
- 13e etappe Toulon - Nice: Nicolas Frantz (Lux)
- 14e etappe Nice - Briançon: Bartolomeo Aymo (Ita)
- 15e etappe Briançon - Evian: Joseph Van Dam (Bel)
- 16e etappe Evian - Dijon: Camille Van De Casteele (Bel)
- 17e etappe Dijon - Parijs: Aimé Dossche (Bel)